# Hemmet (film)
Hemmet är en svensk skräckfilm som har en planerad premiär under 2025. Filmen är baserad på Mats Strandbergs roman med samma namn. För filmens regi står Mattias Johansson Skoglund, som även skrivit manus tillsammans med Strandberg.

## Handling
Filmen kretsar kring Joel som är tillbaka i barndomsstaden för att flytta in sin mor Monika på demensboendet Tallskuggan. Monika har drabbats av en allvarlig stroke och varit kliniskt död i minuter. Joel är övertygad om att något har följt med henne tillbaka från andra sidan.

## Rollista (i urval)
- Philip Oros – Joel
- Gizem Erdogan – Nina
- Anki Lidén – Monika, Joels mor
- Malin Levanon
- Ayan Ahmed
- Lottie Ejebrant
- Bengt C.W. Carlsson